# Moses Mabhida Stadium
Moses Mabhida Stadium (dříve znám jako Durban Stadium) je sportovní stadion ve čtvrti Durbanu. Jeho kapacita dosahuje až 62 000 míst. Stadion byl zbudován v roce 2009. Na stadionu hraje své domácí zápasy tým AmaZulu.